# Ferdinand von Kusserow

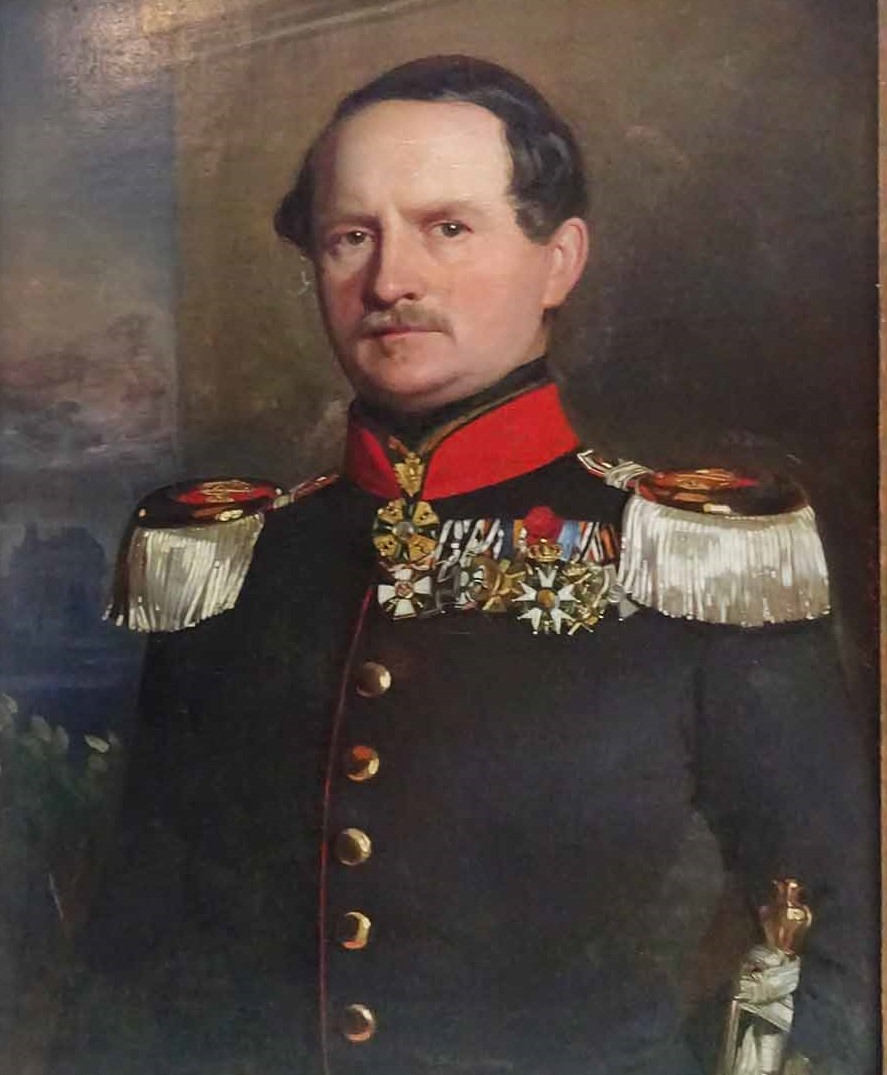
Karl Friedrich Ferdinand Kusserow

Karl Friedrich Ferdinand Kusserow, seit 1844 von Kusserow (* 26. Dezember 1792 in Berlin; † 7. Januar 1855 in Düsseldorf) war ein preußischer Generalleutnant.

## Leben

### Herkunft
Ferdinand war ein Sohn des Kammersekretärs der Kriegs- und Domänenkammer Johann August Kusserow († 1797) und dessen Ehefrau Luise Wilhelmine, geborene Wandel.

### Militärkarriere
Kusserow besuchte das Französische Gymnasium in Berlin. Da er seinen Vater schon früh verlor, wurden sein Onkel, der Geheimrat Wandel und seine Mutter seine Vormünder. Die beiden versagten ihm eine militärische Karriere. Stattdessen ging er im Jahr 1809 als Eleve an das Friedrich-Wilhelm-Institut, um Medizin zu studieren. Anschließend kam er am 18. April 1813 zur Preußischen Armee. Zunächst war Kusserow beim Generalstabsarzt Johann Goercke in Breslau tätig und kam dann als Kompaniechirurg in das Füsilier-Bataillon des 1. Garde-Regiments zu Fuß, wo er am Vorabend der Schlacht bei Großgörschen eintraf. Während der Befreiungskriege befand er sich in der Schlacht bei Großgörschen, bei Bautzen erwarb er das Eiserne Kreuz II. Klasse und den Orden des Heiligen Georg V. Klasse. Er bekam den Orden, weil er – nachdem die meisten Offiziere seines Bataillons ausgefallen waren – mit das Kommando übernahm. Ferner nahm Kusserow – jetzt wieder als Arzt – an den Kämpfen bei Dresden, Leipzig und Paris sowie der Belagerung von Longwy teil.
Nach dem Krieg stellte Kusserow beim König das Gesuch, als Offizier in die Armee übernommen zu werden. Er wurde daher am 25. August 1815 als Sekondeleutnant im 6. Westpreußischen Landwehr-Regiment angestellt. Am 30. März 1816 wurde er dem 34. Infanterie-Regiment, am 31. März 1817 dem 14. Infanterie-Regiment und am 15. November 1817 dem 17. Infanterie-Regiment aggregiert. Clausewitz und Gneisenau hatten seine militärische Begabung erkannt und sorgten dafür, dass er auf die Kriegsschule des VIII. Armee-Korps nach Koblenz kam. Letztlich kam er am 30. März 1818 in das 26. Infanterie-Regiment. Im Jahr 1819 wurde er dann in das topographische Büro und am 14. Oktober 1819 in den Generalstab abkommandiert. Von dort kam er am 17. März 1820 in das 40. Infanterie-Regiment und wurde zum Generalkommando des IV. Armee-Korps abkommandiert. Am 30. März 1821 kam er dann in das Generalstab des IV. Armee-Korps und stieg bis Ende März 1827 zum Hauptmann auf.
Am 17. April 1831 kam er wegen seiner außergewöhnlichen Sprachkenntnisse als Unterstützung mit dem General Ernst von Pfuel nach Neuchatel. Dort war ein Aufstand gegen die Preußen ausgebrochen und die Stadt Neuchatel wurde besetzt. Kusserow bildete die Vorhut und organisierte die Königstreuen. Er konnte 3000 Freiwillige sammeln und als General Pfuel eintraf, flohen viele Aufständischen in die umgebenden Kantone. Kusserow rückte inzwischen mit über 600 Mann gegen das noch besetzte Dorf Travers vor. Er griff überraschend die überlegenen Kräfte mit dem Bajonett an und konnte viele Gefangene machen. Als Pfuel nun gegen Couvet vorrückte, durfte Kusserow die Vorhut übernehmen und auch das Dorf in Sturm nehmen. In der Nacht vom 19. bis zum 20. Dezember entwaffnete er das Val Travers. In der Nacht darauf zog man gegen La Chaux-de-Fonds. Die Aufständischen dort wurden überrascht und entwaffnet. Nach dem Ende der Kampfhandlungen wurde er nach Berlin geschickt und durfte dem König persönlich Bericht erstatten.
Am 3. April 1834 kam er zum Generalstab des VIII. Armee-Korps. Dort wurde er am 5. April 1834 Major und am 16. September 1842 Chef eines Kriegstheaters im Großen Generalstab, am 10. November 1843 wurde er Chef des Generalstabs der VIII. Armeekorps. Dort wurde er am 30. März 1844 zum Oberstleutnant befördert und am 27. November 1844 in den erblichen preußischen Adelsstand erhoben. Unter Beförderung zum Oberst erfolgte am 27. März 1847 seine Ernennung zum Kommandeur des 39. Infanterie-Regiments. Daran schloss sich ab dem 3. August 1848 eine Verwendung als Kommandeur des 26. Infanterie-Regiments an. 1849 nahm er am Feldzug in Baden teil und erhielt den Auftrag das Fürstentum Hohenzollern zu besetzen. Kusserow kämpfte in den Gefechten bei Ubstadt, Durlach und Michelsbach. Am 4. Dezember 1849 kam er als Kommandeur in die 14. Landwehr-Brigade und wurde am 4. Mai 1850 dem 26. Infanterie-Regiment aggregiert. Am 23. März 1852 wurde er zum Generalmajor befördert und am 4. Mai 1852 als Kommandeur in die 27. Infanterie-Brigade versetzt. Unter Verleihung des Charakters als Generalleutnant nahm er am 14. Oktober 1854 seinen Abschied. Er starb am 7. Januar 1855 in Düsseldorf. Seine Grabstelle findet sich auf dem Alten St.-Matthäus-Kirchhof in Berlin.

### Familie
Kusserow heiratete am 31. August 1831 in Halle (Saale) Wilhelmine Eva Oppenheim (1809–1886), eine Tochter des Bankiers Salomon Oppenheim. Das Paar hatte mehrere Kinder:
- Karl Friedrich Dagobert (1832–1879) ⚭ 1863 Mary Anne Francis (1837–1914)
- Ludwig Wilhelm Ferdinand (1835–1899), preußischer Generalmajor ⚭ 1864 (Scheidung 1883) Hedwig Charlotte Plehn (1840–1903)
- Heinrich (1836–1900), preußischer Gesandter

⚭ 1869 Antonie Springer (1847–1887), eine Tochter des Bankiers Ernst Springer (1806–1849)
⚭ 1890 Franziska (Fanny) Elisabeth Lemmen-Meyer (1859–1904), Witwe von Adolf Bartning († 1887)
- Ottilie (1840–1919) ⚭ 1860 Adolph von Hansemann (1826–1903), Herr auf Lanken
- Therese (1845–1912)

⚭ 1864 (1874 Scheidung) Louis Fréderic Jacques Ravené (1823–1879), Geheimer Kommerzienrat, Berliner Kaufmann
⚭ 1876 Gustav Simon (1843–1931), Kommerzienrat, Kaufmann, Schweizer Konsul in Königsberg
Sein 1878 in Blankenburg im Harz geborener Enkel Ludwig (Ludwig Ferdinand Adolf) von Kusserow, Sohn des gleichnamigen Generals, war Landrat des Landkreises Grimmen.